# Montgaillard-de-Salies
Montgaillard-de-Salies – miejscowość i gmina we Francji, w regionie Oksytania, w departamencie Górna Garonna.
Według danych na rok 1990 gminę zamieszkiwało 118 osób, a gęstość zaludnienia wynosiła 20 osób/km² (wśród 3020 gmin regionu Midi-Pireneje Montgaillard-de-Salies plasuje się na 945. miejscu pod względem liczby ludności, natomiast pod względem powierzchni na miejscu 1417.).